# Fanø (wyspa)

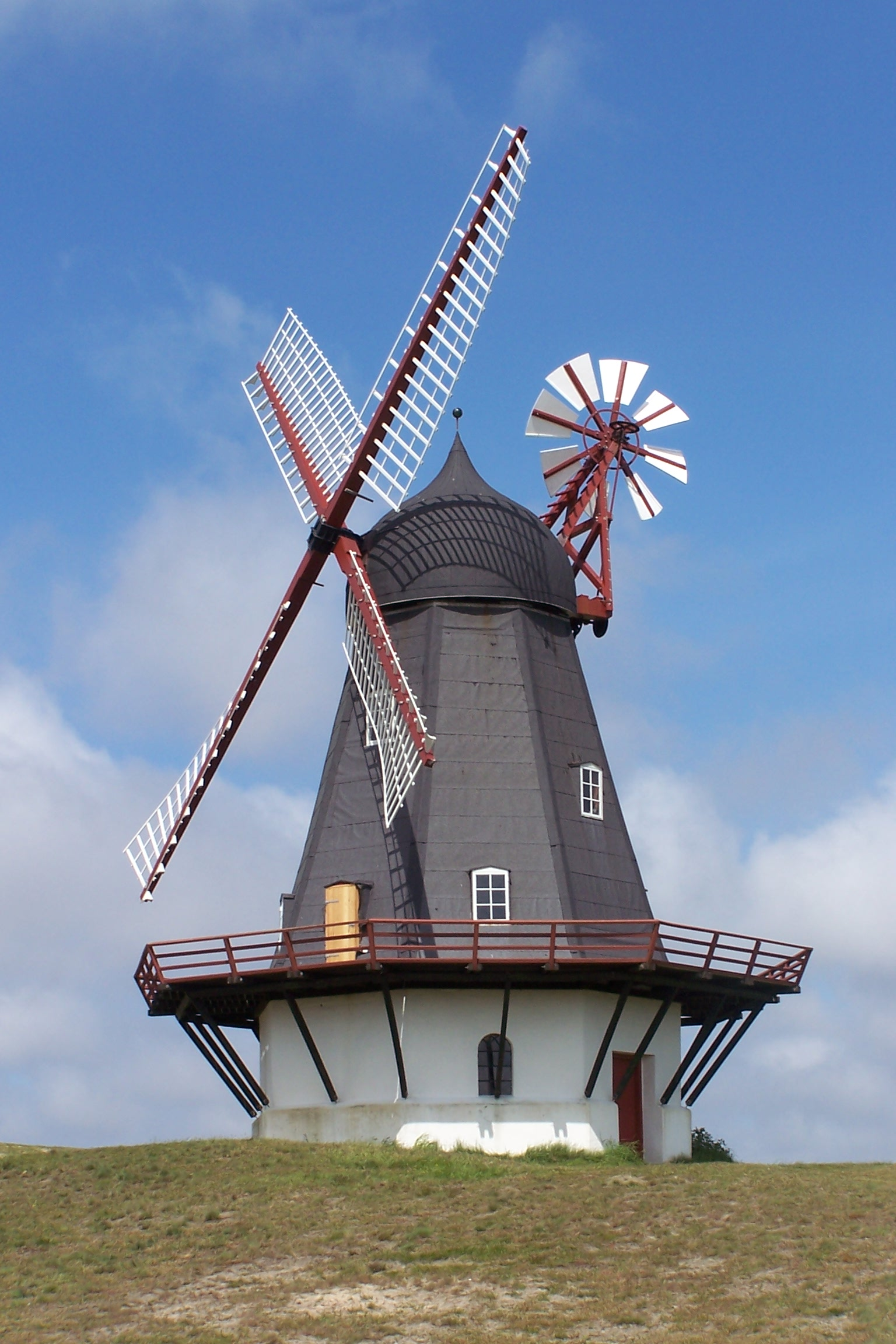
wiatrak na wyspie Fanø

Fanø – wyspa w Danii, na Morzu Północnym (Wyspy Północnofryzyjskie), położona naprzeciw Esbjergu, zlokalizowana około 50 km na północ od wyspy Sylt.

## Krótki opis
Jej wymiary wynoszą: długość 16 km, szerokość 5 km. 
Całkowita powierzchnia wynosi 61,18 km²; ludność 3404 mieszkańców (2023), a gęstość zaludnienia 61,1 osób/km². 
Administracyjnie wyspa znajduje się w gminie Fanø.

## Demografia
- Wykres liczby ludności Fanø na przestrzeni ostatniego stulecia

źródło: Duński Urząd Statystyczny